# Valknut

Valknut – znak graficzny, symbol, znak runiczny zwany również „węzłem poległych” (bezpośrednie tłumaczenie) lub „sercem Hrungnira”, pojawia się najczęściej na kamiennych stelach.
Valknut jest związany z mitologią nordycką. Jest to znak wojowników, którzy polegli z mieczem w ręku i udają się do Walhalli. Symbol składa się z trzech łączonych trójkątów i obecny jest na różnych pogańskich przedmiotach.